# Rapid '54 in het seizoen 1954/55
Het seizoen 1954/1955 was het eerste en enige jaar in het bestaan van de Kerkraadse betaaldvoetbalclub Rapid '54. De club kwam uit in de NBVB-competitie en eindigde daarin op de vijfde plaats. De competitie werd echter niet afgemaakt na de fusie tussen de KNVB en NBVB. Na het afgebroken seizoen fuseerde de club met Juliana tot Rapid JC.

## Wedstrijdstatistieken

### NBVB(afgebroken)
|       | Amsterdam | Alkmaar '54 | Den Haag | Fortuna '54 | De Graafschap | Rotterdam | Twentse Profs | Utrecht | Venlo '54 |
| ----- | --------- | ----------- | -------- | ----------- | ------------- | --------- | ------------- | ------- | --------- |
| Thuis | –         | –           | 3 – 0    | 2 – 2       | –             | 4 – 2     | 4 – 1         | 2 – 3   | 2 – 2     |
| Uit   | 4 – 2     | 6 – 2       | 0 – 1    | 4 – 1       | 4 – 4         | –         | –             | –       | –         |

## Statistieken Rapid '54 1954/1955

### Eindstand Rapid '54 in de Nederlandse NBVB 1954 / 1955 (afgebroken)
| Stand | Gespeeld | Gewonnen | Gelijk | Verloren | Punten | Doelpunten voor | Doelpunten tegen |
| ----- | -------- | -------- | ------ | -------- | ------ | --------------- | ---------------- |
| 5e    | 11       | 4        | 3      | 4        | 11     | 27              | 28               |

### Topscorers
| Competitie (afgebroken) \| # \| Naam \| \| \| -------------- \| --------------------- \| -- \| \| 1. \| Noud van Melis \| 7 \| \| 2. \| Hub Bisschops \| 4 \| \| 2. \| Huub Janssen \| 4 \| \| 4. \| Hubert Hanneman \| 3 \| \| 5. \| Johan Adang \| 2 \| \| 5. \| Wiel Coerver \| 2 \| \| 5. \| Leo Wesolek \| 2 \| \| 8. \| Hein Schaffrath \| 1 \| \| 8. \| Hein Strouken \| 1 \| \| Eigen doelpunt \| \| \| \| 1. \| Piet Kraak (Den Haag) \| 1 \| \| Totaal \| Totaal \| 27 \| |                       |      |
| # | Naam                  | Goal |
| 1. | Noud van Melis        | 7    |
| 2. | Hub Bisschops         | 4    |
| 2. | Huub Janssen          | 4    |
| 4. | Hubert Hanneman       | 3    |
| 5. | Johan Adang           | 2    |
| 5. | Wiel Coerver          | 2    |
| 5. | Leo Wesolek           | 2    |
| 8. | Hein Schaffrath       | 1    |
| 8. | Hein Strouken         | 1    |
| Eigen doelpunt |                       |      |
| 1. | Piet Kraak (Den Haag) | 1    |
| Totaal | Totaal                | 27   |

## Voetnoten
Alkmaar '54 · Amsterdam · Den Haag · Fortuna '54 · De Graafschap · Rapid '54 · Rotterdam · Twentse Profs · Utrecht · Venlo '54